# غراهام ويلكينز
غراهام ويلكينز (بالإنجليزية: Graham Wilkins)‏ هو لاعب كرة قدم بريطاني، ولد في 28 يونيو 1955 في هيلينغدون ‏ في المملكة المتحدة. لعب مع تشيلسي ونادي برينتفورد ونادي ساوثال ونادي ساوثيند يونايتد.